# サンディ・デニー
サンディ・デニー（Alexandra Elene MacLean Denny、1947年1月6日 - 1978年4月21日）はイングランドのシンガーソングライター。ブリティッシュ・フォーク・ロック・バンドのフェアポート・コンヴェンション、フォザリンゲイでリードシンガーを務めた後、1971年から死の前年の1977年までの間に4作のソロ・アルバムを発表した。
「卓越したブリティッシュ・フォーク・ロック・シンガー」と評されている。

## 概要
デニーはストローブスで短期間活動した後、1968年にフェアポート・コンヴェンションに加入して1969年まで在籍した。ソロ活動に注力する前に、1970年に短命に終わったバンド、フォザリンゲイを結成した。1971年から1977年の間に『海と私のねじれたキャンドル』、『サンディ』、『オールド・ファッションド・ワルツ』および『ランデヴー』の4枚のソロ・アルバムをリリースした。1971年にはレッド・ツェッペリンのアルバム、『レッド・ツェッペリン IV』収録の「限りなき戦い」でロバート・プラントとデュエットした。デニーは、怪我とアルコール乱用による健康問題から、1978年に31歳で他界した。
音楽雑誌の『アンカット』と『モジョ』は、デニーをイギリスで最高の女性シンガーソングライターと評している。デニー作の「時の流れを誰が知る」はジュディ・コリンズ、エヴァ・キャシディ、ニーナ・シモン、10,000マニアックスおよびキャット・パワーによって録音されている。録音された彼女の作品は、2010年11月にリリースされたCD19枚組のボックスセットをはじめとして、死後40年以上に渡って掘り出される豊富な素材とともに、数多くの再発売の対象となっている。

## 子供時代
デニーは、1947年1月6日に、ナイルとエドナ・デニーの間にロンドンはマートン・パークのキングストン・ロードにあるネルソン病院で生まれた。子供時代はクラシックピアノを習っていた。
父方の祖父はダンディー出身で、父方の祖母はスコットランド・ゲール語話者でトラディショナル・ソングの歌手だった。厳格な両親は音楽で生活できるとはなかなか信じなかったものの、幼いころから歌うことに興味を持っていた。ニュー・モールデンのクーム女学校に通い、学校を離れてからは王立ブロンプトン病院で看護師としての訓練を始めた。

## 初期のキャリア
デニーの看護師としてのキャリアは短期間だった。その期間にも、1965年に受講したキングストン美術大学の基礎コースに居場所を確保し、学内のフォーククラブに参加した。大学には同時期にギタリストで将来のペンタングルのメンバーとなるジョン・レンボーンが在籍していた。
聴衆の前でのキングストン・アポン・テームズのザ・バージでの初めての出演の後、デニーはトム・パクストンの曲などのアメリカに影響を受けたレパートリーや、伝統的なフォークソングを引っ提げて夜にフォーククラブ巡りの活動を始めた。数多くのBBCへの出演の初めてのものは、セシル・シャープ・ハウスでの1966年12月2日の番組『Folk Song Cellar』で、2曲のトラディショナル・ソング「Fir a Bhata」と「Green Grow the Laurels」を演奏した。
プロとしての最初のレコーディングは、その数か月後の1967年中ごろのサーガ・レーベルでのもので、トラディショナル・ソングと当時恋人だったアメリカ人シンガー・ソングライターのジャクソン・C・フランクなどの同時代のフォークソングのカバーをフィーチャーしている。これらの曲はジョニー・シルヴォも加わったアルバム『アレックス・キャンベル・アンド・ヒズ・フレンズ』およびサンディ・アンド・ジョニー』に収録されてリリースされた。これらの曲は1970年のアルバム『イッツ・サンディ・デニー』に収録されたが、『サンディ・アンド・ジョニー』からの曲はより完成度の高いボーカルとギター演奏で再録された。サーガの完全なスタジオ録音は、2005年のコンピレーション・アルバム『Where The Time Goes』に収録された。
そのころには美術大学での勉強をやめ、フルタイムで音楽に取り組むようになっていた。フォーク・クラブのザ・トルバドールに出演した際、ストローブスのメンバーの一人が聞いており、1967年にバンドに招聘された。バンドとデニーはデンマークで1973年になってサンディ・デニー＆ストローブス名義でリリースされたアルバム『オール・アワ・オウン・ワーク』1枚を録音した。このアルバムには、デニーの最も有名な（そして、数多く録音された）自作曲である「時の流れを誰が知る」の初期のソロ・バージョンが収録された。この曲のデモテープがアメリカのシンガー、ジュディ・コリンズの手に渡り、コリンズが自身のアルバムのタイトル曲としてカバーして、1968年11月にリリースしたことから、デニーは歌手として広く知られる前に海外ではソングライターとして知られることになった。

## フェアポートからフォザリンゲイへ
アレックス・キャンベルおよびジョニー・シルヴォとともにサーガでアルバムを製作したのちに、デニーは自身をボーカリストとして伸ばしてくれて、より幅広い聴衆を得られ、自作を披露する機会のあるバンドを探した。デニーは「自分の声でなにかをもっとやりたかった」と述べている。短期間ストローブスと活動した後で、デニーは彼らがそのような機会を与えてくれるとは納得できず、バンドとの関係を終えた。
フェアポート・コンヴェンションは、バンドのデビュー・アルバムの後でジュディ・ダイブルが離脱したので代わりの歌手のために1968年5月にオーディションを行い、デニーが当然の選択だった。メンバーのサイモン・ニコルによれば、デニーの人柄と音楽性は、「流しいっぱいの汚れた皿のなかのきれいなグラスのように」他の候補者から際立っていた。
1960年代末にデニーがバンドとともに作った3枚のアルバムの1枚目である『ホワット・ウィー・ディド・オン・アワ・ホリデイズ』を手始めとして、デニーはフェアポート・コンヴェンションが伝統的なフォーク・レパートリーを探求することを促したことが知られており、このことからブリティッシュ・フォーク・ロックの発展におけるキーパーソンとみなされている。デニーは、バンドとともに製作した2枚目のアルバム『アンハーフブリッキング』に収録した「船乗りの生涯』などの、フォーク・クラブで採録した伝統的なレパートリーを持ち込んだ。自分たちのエレクトリックな即興演奏で、この曲のデニーのパフォーマンスを形作ることで、フェアポートのメンバーは影響力のある1969年のアルバム『リージ・アンド・リーフ』全体のインスピレーションとなるものを発見した。
デニーは1969年12月にフェアポート・コンヴェンションを脱退し、自分の曲作りを本格的に行うようになった。このために、将来の夫となるエクレクションの元メンバーのオーストラリア人トレヴァー・ルーカスも参加した自分のバンド、フォザリンゲイを結成した。
このバンドは、トラディショナルソング「バンクス・オブ・ナイル」の8分間のバージョンや、「海」や「ナッシング・モア」などの数曲のデニーのオリジナル曲を収録した1枚のセルフタイトルのアルバムを作製した。「ナッシング・モア」はデニーが初めてピアノを使って作った曲であり、これ以降はピアノがデニーの優先的な楽器になった。フォザリンゲイは1970年末にセカンド・アルバムの録音を開始したが、デニーがグループからの脱退を発表し、プロデューサーのジョー・ボイドがカルフォルニアのワーナー・ブラザースで働くために去ったことから完成せずに終わった。デニーは後に、ボイドのグループに対する敵意が、グループ崩壊の原因としている。

## ソロ・キャリアと最後の年
その後、1枚目のソロ・アルバム『海と私のねじれたキャンドル』の録音に取り掛かった。1971年にリリースされ、その捉え所のない歌詞と、型破りなハーモニーで際立っていた。これはフェアポートのバンドメンバーだったマーティン・ランブルの夢と死に触発された「レイト・ノーヴェンバー」や、デニーの歌のなかで数多く描かれているジャクソン・C・フランクについての暗号めいた「ネクスト・タイム・アラウンド」で際立っている。
デイヴィッド・ベイリーによるジャケット写真があしらわれた『サンディ』が1972年に続き、このアルバムでトレヴァー・ルーカスが初めてプロデュースした。新しいオリジナル曲8曲とともに、このアルバムではデニーのトラディショナル曲の最後の録音となる、ブルガリア共和国のアンサンブルに触発されたデニーの野心的なマルチトラックのボーカルアレンジメントの「クワイエット・ジョイズ・オブ・ブラザーフッド」が披露された。
『メロディ・メイカー』誌の読者は投票で1970年と1971年の2度に渡ってデニーを「イギリスの最優秀女性歌手」に選び、デニーはザ・バンチと呼ばれるロックンロール時代のスタンダードを集めた『ロック・オン』と題されたアルバムを録音するための一回限りのプロジェクトに参加した。
1971年、デニーは『レッド・ツェッペリン IV』に収録された「限りなき戦い」でロバート・プラントとデュエットした。彼女はレッド・ツェッペリンのアルバムに参加した唯一のゲスト・ボーカリストである。1972年には、ロンドン交響楽団とイギリス室内合唱団がルー・ライズナーのプロデュースによって制作した『トミー』のアルバム録音とコンサートに客演して、看護婦役で「イッツ・ア・ボーイ」を独唱した。
1973年、デニーは長年のボーイフレンドでプロデューサーのトレヴァー・ルーカスと結婚し、3枚目のソロ・アルバム『オールド・ファッションド・ワルツ』をレコーディングした。収録曲では喪失、孤独、闇への恐怖、時間の経過や季節の移ろいといったデニーの個人的な関心の多くが書き連ねられている。このアルバムには、デニーのもっとも愛された自作曲である「ソロ」が収録されており、ゲレッド・マンコヴィッツによるジャケット写真があしらわれている。
1974年、デニーはフェアポート・コンヴェンション（すでに夫のルーカスが参加していた）に復帰し、ワールドツアー（1974年のアルバム『ライブ』に収録された）と1975年のスタジオ・アルバム『ライジング・フォー・ザ・ムーン』に参加した。デニーのソリストおよびソングライターとしての発展が『リージ・アンド・リーフ』以来、バンドが試行していたフォークに根ざした方向性から遠く隔たっていたにもかかわらず、11曲中7曲はデニーの作詞作曲ないし共作だった。
デニーとルーカスは1975年末にフェアポート・コンヴェンションを離れ、デニーの最後のアルバムとなる『ランデヴー (サンディ・デニーのアルバム)』に着手した。1977年にリリースされたこのアルバムの売り上げは芳しくなく、それに続いてデニーはアイランド・レコードから脱落した。1970年代半ばにノーサンプトンシャーのバイフィールドに引っ越して、1977年に唯一の子供となる娘のジョージアを出産した。
1977年秋の「ランデブー」のプロモーションの全英ツアーが、デニーの最後の公開の出演となった。1977年11月27日のロンドンのロイヤルティ・シアターでの千秋楽はライブ・アルバム『ゴールド・ダスト〜ザ・ファイナル・コンサート 1977』に収録されたが、エレクトリック・ギターの録音に関する技術的な問題から、ギターのほとんどがジェリー・ドナヒューによって録りなおされた後で1998年になってようやくリリースされた。

## 死
リンダ・トンプソン (歌手)は後に、デニーが「1976年に本当に坂を降り始め」、躁と鬱の両方の行動レベルが上がっていったと記している。妊娠が判明してもデニーの無謀なライフスタイルを和らげることはほとんどできず、抑うつ状態の悪化や気分の変動、トレヴァー・ルーカスとの「波乱に満ちた」結婚生活の崩壊によって、その傾向は強まっていった。1977年に未熟児として生まれた娘のジョージアを妊娠中も、デニーはドラッグやアルコールを乱用していた。自身の気分と同じように、デニーの娘に対する関心も強迫観念と無関心の間を揺れ動いているに見え、友人たちは、歯が生えることについて夜中に必死で電話をかけてきたことや、デニーが「車を衝突させて赤ん坊をパブに置き去りにしたり、いろいろなことをしていた」ことを思い出している。

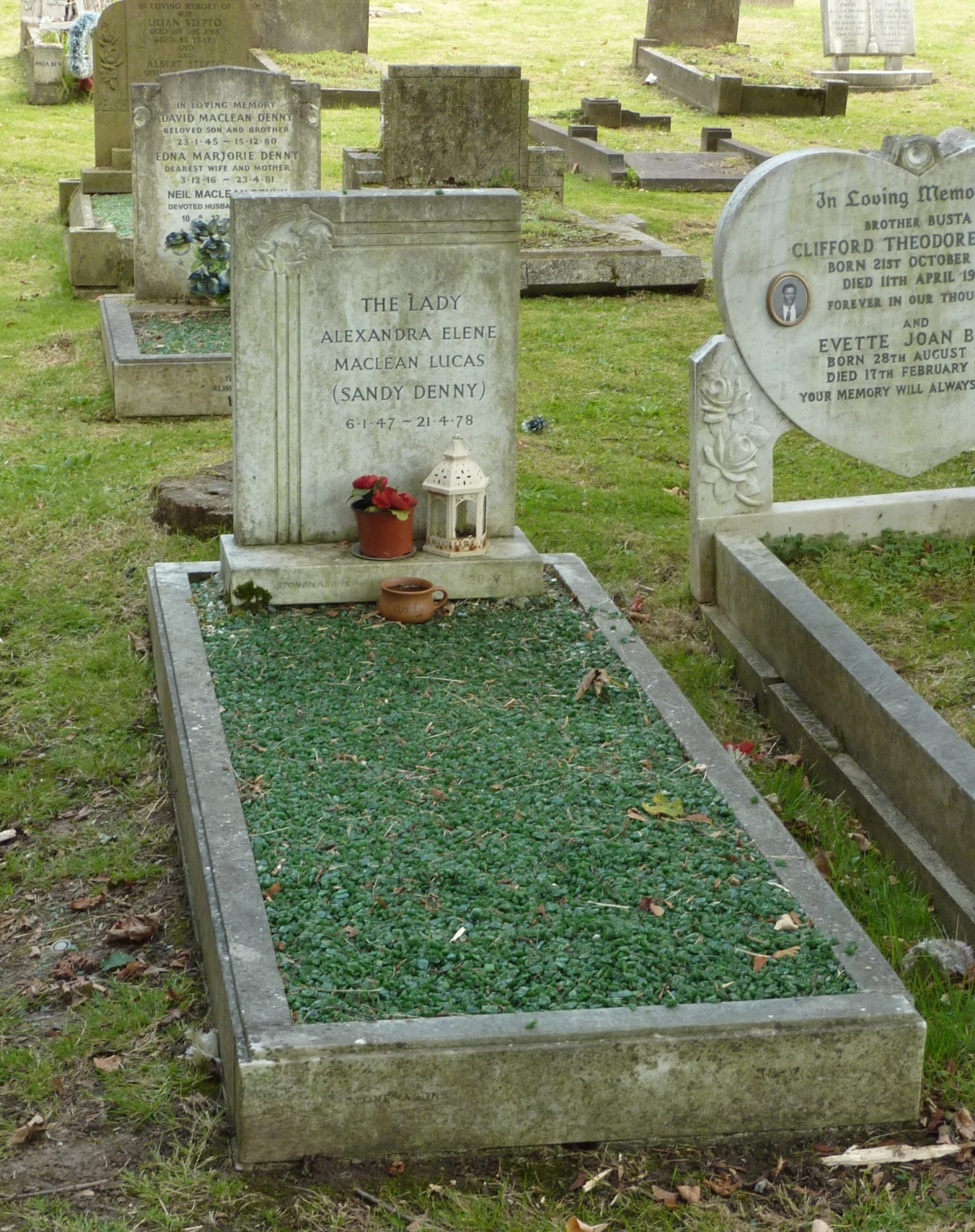
ロンドンのパットニー・ヴェイル墓地にあるサンディ・デニーの墓（2014年）

友人たちは後にデニーが反応を得るためにバーのスツールから身を投げたり、階段を飛び降りたことがあると記している。この行動を「サンディのパーティ・トリック」として覚えている人もいて、デイブ・ペッグの妻クリスは「彼女は確かに私の家でやっていたし、自傷行為のようなとてもドラマチックなジェスチャーをすることもあった。いつもは自分を傷つけずにできるのに、何度もやっているような気がしていました」と述べている。デニーを知る人たちは、彼女が晩年になってアルコール依存症の度合いを増したことで、（事故や故意による）転倒の回数が増え、その結果、怪我の数も増えていったと語っている。
1978年3月末、デニーの両親と赤ん坊のジョージアをとともにコーンウォールで休日を過ごしているときに、階段から落ちて頭部をコンクリートにぶつけて負傷した。この事故の後、デニーは頭痛に苦しみ、医師はアルコールとの併用で致命的な副作用があることで知られるデキストロプロポキシフェンを処方した。コーンウォールでの転落から数日後の4月1日、デニーはバイフィールドのチャリティコンサートで演奏した。デニーが最後に歌ったのは「時の流れを誰が知る」だった。
1978年4月前半のどこかで、デニーはバイフィールドの自宅でさらにひどい転倒に見舞われた。4月13日、妻の奇矯な振る舞いを心配し、娘の安全を危惧したトレヴァー・ルーカスはイギリスを離れ、デニーには告げずに娘ととともに母国のオーストラリアへ戻った。ルーカスは旅費を賄うために夫妻のオースチン・プリンセスを売却した。
ルーカスの出発を知って、デニーは友人のミランダ・ワードの家に滞在するために赴いた。この期間に、デニーは頭痛について相談するために医師の予約をとり、自分のアルコール依存についてもアドバイスをもらうつもりだった。4月17日の午前8時以降のどこかで、デニーは昏睡状態に陥った。このとき、ワードは外出中で、友人の（ザ・ムービーズの）ジョン・コールにデニーの様子を見てもらうように依頼した。コールは午後3時に家に入り、デニーが2階へと上がる階段のしたで意識を失っているのを発見した。デニーは救急車でローハンプトン近郊のクイーン・メアリー病院に救急搬送された。
4月19日、デニーはウィンブルドンのアトキンソン・モーリー病院に転院した。デニーが昏睡状態になったという知らせを受けて、ルーカスはオーストラリアから帰英した。ルーカスが病院に到着すると、医師はデニーが事実上脳死状態であり、状態の改善は難しいだろうと通告した。ルーカスは生命維持装置の電源を切るという医師たちの提言を受け入れたが、そのちょうど10分前の1978年4月21日午後7時50分に意識を取り戻すことなくデニーは息を引き取った。デニーの死は、外傷性の中脳の出血と、頭部への鈍的外傷によるものと診断された。デニーは31歳だった。
葬儀は1978年4月27日にパットニー・ヴェイル墓地で執り行われた。教区牧師がデニーのもっとも好きな詩篇である詩篇23篇を読み上げ、笛吹きがフェアポートの1970年のアルバム『フル・ハウス』に収録されたフロドゥン平地での敗北を悼む「森の花」を演奏した。

デニーの墓石の碑文には次のように書かれている：

## 死後のリリース

### 公式リリース
生前のデニーには熱狂的なファンがいたが、マスマーケットでの成功には至らなかった。しかし、死後数年を経て、デニーの評価は高まっている。ソロやフェアポート・コンヴェンション（1968年、1969年、1974年）、フォザリンゲイ（1970年）とのデニーの珍しい未発表のトラックも納めた、『サンディ・デニー・ボックス』と題されたアルバム4枚組のボックスセットが1985年にデニーの寡夫トレヴァー・ルーカスとジョー・ボイドのプロデュースでリリースされた。これは未発表の素材の大規模な蓄積が存在することを公に示した最初のものだった。その後、これらの録音の一部が1987年にアイランドから『The Best Of Sandy Denny』というタイトルでCD化された。
1987年に、これまで未発表だったデニーが参加したフェアポートによるBBCでの録音を集めたものが『ヘイデイ』のタイトルでリリースされ、2001年にCD化され、2002年にはボーナストラック版がリリースされたが、全ての楽曲は他の曲とともに2007年の4枚組のCDボックスセット『フェアポート・コンヴェンション・ライブ・アット・ザ・BBC』（下記参照）に収録された。このコンピレーションの初期の目的は、レコード化されなかった『ホワット・ウィー・ディド・オン・アワ・ホリデイズ』のメンバーでのより「アメリカ」的な楽曲のライブ演奏をドキュメントにすることだったが、再リリースされたものでは『アンハーフブリッキング』および『リージ・アンド・リーフ』のメンバーが演奏した楽曲も追加された。
1987年にはまた、フェアポート・コンヴェンションのVHDドキュメンタリー『It All Comes 'Round Again』がリリースされ、これにはデニーが参加した数曲の録音の抜粋と、バーミンガム大学のアマチュア組織「Guild TV」が撮影した、1974年にデニーが2度目にフェアポートに参加した間にデニーが「ソロ」を歌っている画質の悪いビデオ録画が1曲収録されていた。このビデオのオリジナルテープは行方不明になってしまったようだが、「ライク・アン・オールド・ファッションド・ワルツ」はDVDドキュメンタリー『Sandy Denny Under Review』（下記参照）に収録されており、その他の曲はYouTubeで非常に質の悪い状態で公開されている。
1988年から1994年にかけて、オーストラリアの「Friends of Fairport」は主にトレヴァー・ルーカスの（実際には彼の屋根裏部屋に保管されていた）コレクションの未発表テープを使用した、加入者限定のカセット・コンピレーション・シリーズを発行した。『アティック・トラック（AT）1』（1988年）にはサンディのアウトテイク、数曲のフェアポートの曲および奇妙なおまけが収録され、『AT2』（1989年）はトレヴァー・ルーカスの曲だけで、デニーは収録されていない。『First and Last Tracks』と題された『AT3』（1989年）には1966年から1967年のホーム・デモや希少なラジオ録音とともに1977年11月27日のロンドン、ロイヤルティ・シアターでのデニーの最後のコンサートからの「オーバーダビング前」の9曲（後にギターがオーバーダビングされてCD化された『ゴールド・ダスト』の一部）が納められ、1994年の『AT4: Together Again』は片面にルーカス、もう片面にデニーで構成され、ホーム・デモやスタジオでのアウトテイクおよび1973年のBBCラジオコンサートからの4曲が収録されている。これらの楽曲（18曲）の短く編集したバージョンが、オーストラリアのレーベル、レイヴン・レコードから1995年に『Sandy Denny, Trevor Lucas and Friends: The Attic Tracks 1972–1984』と題してCD化された。
1991年にジョー・ボイドはデニーのストローブスとのアルバム『オール・アワ・オウン・ワーク』の新しいバージョンを自身のハンニバル・レコードから『サンディ・デニー・アンド・ザ・ストローブス』と題して発売した。このアルバムでは、「時の流れを誰が知る」などのデニーがリードボーカルを担当したいくつかの楽曲にストリングスが追加されている。
1997年、デニー単独でのBBCでの録音がストレンジ・フルート・レコードから『The BBC Sessions 1971–1973』と題されてリリースされた。権利関係の問題で、発売当日に販売中止になったので、2007年に包括的なボックスセット『ライブ・アット・ザ・BBC』が発売されるまではコレクターズアイテムとして高い人気を得ていた。このリリースに続いて1998年にはデニーのロイヤルティ・シアターの最後の公演が『ゴールド・ダスト〜ザ・ファイナル・コンサート 1977』としてCD化されたが、これは問題のあったオリジナル・テープのバッキングパートを再録音し、オーバーダビングしたものだった。
1999年、アイランド・レコードからリリースされた4枚のソロ・アルバムからこれまでにシングルで発売された17曲を集めた『Listen Listen – An Introduction to Sandy Denny』がアイランドから発売された。
2000年に『サンディ・デニー・アンソロジー』（No More Sad Refrains: The Anthology）がユニバーサル・レコードから発売された。最初に発売された際には、このコンピレーションには『リージ・アンド・リーフ』セッションでの「イージー・ライダーのバラード」、ザ・バンチのアルバム『ロック・オン』収録の「ラーニング・ザ・ゲーム」と「ウェン・ウィル・アイ・ビー・ラヴド」、『Pass of Arms』サウンドトラックの「Here in Silence」と「Man of Iron」、未発表曲「Stranger to Himself」など、数曲の希少な音源が含まれていた。
2002年、未発表だったデニーが出演したフェアポート・コンヴェンションの1974年のアメリカでのコンサートの録音が2枚組CDとしてバーニング・エアライン・レーベルから発売された。1974年5月23日と24日にコロラド州デンバーのエベッツ・フィールドからのラジオ放送を元にしたCDは『Before the Moon』と題された。2枚目のディスクは、このコンサートの2日目の演奏曲目からなる限定的なボーナストラックだった。この録音は2011年に1枚のディスクに縮められて『Fairport Convention with Sandy Denny: Ebbets Field 1974』と題されて再発売された。
2002年にはまた、アメリカのA&Mレコードが、低価格のコンピレーション・シリーズ「20th Century Masters」シリーズとしてデニーのスタジオ・アルバムからの10曲を納めた『The Best of Sandy Denny』を発売した。
2004年には、多くの未発表録音が収録された2つ目の包括的なCD5枚組ボックセットがフレッジリングレコードから『
A Boxful of Treasures』として発売されたが、特にバイフィールドの自宅で録音されたアコースティック・デモのディスクはファンや、デニーのソロ演奏は作品を最高の形で表現し、デニーのボーカルスタイルと作品の質を明らかにしていると以前から主張している評論家の間でも高く評価されている。2004年にはまた、スペクトラム・レーベルから、スタジオ録音と、『ゴールド・ダスト』ロイヤルティ・コンサートからの抜粋が含まれた、過去にリリースされた曲を集めた『The Collection: Chronological Covers & Concert Classics』と題された16曲入りのコンピレーション・アルバムが発売された。
2005年、デニーの全てのソロ・アルバムのリマスター版がボーナストラック付きで発売された。2005年にはまた『Where the Time Goes: Sandy '67』と題された、サーガでのデニーのアルバムの全ての楽曲（『イッツ・サンディ・デニー』の別テイクを含む）と、自分で伴奏したストローブスでの2曲を収録した1枚のコンピレーションCDがキャッスル・ミュージックからリリースされた。
デニーの同時代人へのインタビューと、デニーのスタジオ録音からの抜粋、上記でも述べられているバーミンガム・大学でのフェアポートの低画質の2曲やドイツのテレビ番組『Beat-Club』でのフォザリンゲイでの2曲（詳細は下記）およびBBCの番組『One in Ten』で残された3曲のソロ演奏の抜粋などのビデオクリップが収録された『Sandy Denny Under Review』と題されたドキュメンタリーDVDが2006年にセクシー・インテレクチュアル・レーベルから2006年にリリースされた。
2回のコンサート全体（1972年のパリス・シアターと1973年の番組『Sounds on Sunday』）と1966年から1973年にかけてのその他の素材全般を含むデニーによる（実質的に）全てのイギリスの放送局でのソロ・レコーディングを収録した4枚組のボックスセット『ライブ・アット・ザ・BBC』が2007年9月に発売された。このセットのディスク3はディジタル化されたデニーの日記から抜粋、希少な写真およびディスコグラフィーとともに、「ザ・ノース・スター・グラスマン・アンド・ザ・レイヴンズ」、「クレイジー・レイディ・ブルース」および「レイト・ノーヴェンバー」のデニーによるソロ演奏のBBCの1971年の番組『One in Ten』でのセッションの残されていたテレビ録画が収録されたDVDとなっている。その後、『The Best of the BBC Recordings』と題されたボックスセットのディスク1枚からなるサブセットが2009年に発売された。
1968年から1974年にかけてのフェアポートによる同様のライブ録音をカバーしたコンピレーション・ボックスセット『フェアポート・コンヴェンション・ライブ・アット・ザ・BBC』も2007年位発売され、最初の2枚のディスク（1968年 - 1970年）にはデニーがグループ在籍時の作品が収録されている。
2008年、ジェリー・ドナヒューは1970年秋に製作開始された未完成だったフォザリンゲイのセカンド・アルバムを完成させた。「レイト・ノーヴェンバー」と「ジョン・ザ・ガン」のデニー作の2曲の初期のバージョンおよびトラディショナル曲の「Gypsy Davey」と「Wild Mountain Thyme」に特筆されるデニーの演奏がされたこのアルバムは『フォザリンゲイ2』として発売され、一般的に高い評価を得ている。2008年にはまた、よく知られた楽曲と、あまりよくは知られていないデモと、これまでに発売されていたがスタジオセッションとセットになっていなかったライブ録音を収録した『The Music Weaver (Sandy Denny Remembered)』と題された2枚組CDがアイランド・リマスターとして発売された。このコンピレーションはデニーが珍しくゲスト出演したレッド・ツェッペリンの「限りなき戦い」が収録された数少ないものとなっている。
2010年、シンプルに『Sandy Denny』と題されたCD19枚組の回顧的ボックスセットが、ユニバーサル／アイランド・レコードから3000セット限定で発売された。このセットにはストローブス、フェアポート・コンヴェンション、フォザリンゲイおよびソロ・アーティストとしてのスタジオ録音の総合的なカタログが収録されていた。このコンピレーションには多くのアウトテイク、デモ、ライブ録音、ラジオセッションおよびインタビューも収録された。このボックスセットは、アンカット誌での星5つや、ザ・ガーディアン紙での星4つなどの良好なレビューを受けた。
2010年末、ティア・ギルモアはデニーの遺族からアイランド・レコードと共同で、デニーの書類から発見された未発表の歌詞にメロディをつけるために任命された。この成果のアルバム『Don't Stop Singing』が2011年11月にリリースされ、インディペンデント紙の星4つや、ザ・ガーディアン紙などの一般的に良好な評価を得た。2012年4月21日に、シングル「London」がレコード・ストア・デイ限定の7インチシングルとして発売された。
2011年には、フォザリンゲイのドイツでのコンサートの録音が『Essen 1970』としてリリーされた。この演奏は、バンドのオリジナルメンバーだったジェリー・ドナヒューが再マスタリングした。この発売には、1967年8月にアレックス・キャンベルのフラットでのデニーとキャンベルのリハーサルの自宅録音が収録された『19 Rupert Street』が続いた。このリリースには、他のリリースには含まれていなかったジョン・マーティンの「Fairytale Lullaby」のカバーなどの多くの楽曲をサンディが演奏しているという点で注目に値する。このCDはサンディのストローブス時代のバンド仲間のデイヴ・カズンズによって、カズンズのウィッチウッド・レーベルから発売された。
追加の楽曲を含むデニーのアルバムの2枚組の「デラックス版」は2011年から2012年にかけて再発売され、『サンディ』の2012年デラックス版には、1973年のデニーの米国ツアーのコロラド州デンバーのエベッツ・フィールドで録音された、未発売のソロの8曲が収録された。フェアポート・コンヴェンションの『ライジング・フォー・ザ・ムーン』の同様の再発売2枚組には、初めてデニーのグループへの復帰の公式な発表前の、デニーが復帰したフェアポートの1974年のロサンゼルスのトルバドールでの完全録音が収録された。
上記の限定版のCD19枚組セットの前例のない需要と、それに対する供給の枯渇から2012年10月に『The Notes and The Words: A Collection of Demos and Rarities』と題された、「ボックスセットからの希少なもの、デモおよびアウトテイクの精華を表す75曲」が収録された、CD4枚組の限定版が発売された。3500セット限定のこのコンピレーションも現在は廃盤である。
2013年、スペクトラム・レコードは、デニーのよく知られているアルバムからの、すでに公開されている15曲を集めた『The Lady – The Essential Sandy Denny』と名付けた1枚のCDを発売した。
2014年にロックビート・レコードから『Live 1974 (My Father's Place)』と題された、もう一つのデニーを伴ったフェアポートの1974年のツアー中のアメリカでのラジオ番組でのライブ録音がリリースされたが、これにはニューヨークのロッククラブ、My Father's Placeで録音された、ほぼデニーがフィーチャーされた11曲のライブ音源が収録されていた。
フォザリンゲイの回顧的な4枚組『Nothing More: The Collected Fotheringay』は2015年3月30日に発売された。これはグループの録音素材の最も包括的なコンピレーションであり、『フォザリンゲイ』および『フォザリンゲイ2』の全曲の最終的なスタジオバージョンに加えて、デモテイクおよびオルタネートテイク、1970年のロッテルダムのコンサート全体のライブ録音（これまで未発表だった楽曲を含む）、BBCラジオでの7曲のフォザリンゲイの楽曲（これまでは海賊版でのみ）および1970年にドイツの『Beat-Club』テレビシリーズでフォザリンゲイが演奏した4曲（デニーの数少ない既知のテレビ映像を大幅に補強するもの）が収録されている。
2016年5月に、過去に発売されたが散逸していた、アルバム収録曲のアコースティックバージョンやデモバージョンが多数収録されている他、単発的なバンドザ・バンチによる1972年の『ロック・オン』セッションから3曲の未発表デモ（リンダ・トンプソン - 当時はリンダ・ピータース - との共演）も収録された2枚組のコンピレーション『I've Always Kept A Unicorn – The Acoustic Sandy Denny』がリリースされた。
『Come All Ye – The First 10 Years』と題された、2017年7月に発売されたフェアポート・コンヴェンションの7枚組CDボックスセットには、1968年から1969年にかけてバンドに1回目の在籍をしていたデニーの未発表デモや、別テイクが少数ながら追加収録されている。未発表の楽曲としてはジョニ・ミッチェルの「イースタン・レイン」のカバー、「ノッタムン・タウン」のアカペラ・バージョン、「オートプシー」と「時の流れを誰が知る」の別テイク、「ザ・デザーター」のリハーサル・バージョンなどが含まれている。

### 非公式のリリースと聴衆による録音
以上の公式の素材に加えて、数多くの非公式で許可を得ていないコンピレーションと、さまざまな品質の幅広い聴衆による録音が存在し、これらはいずれも商業的な問題として日の目を見ることはないだろうが、デニーの聴衆の一部にとっては、歴史的あるいは美的な理由から興味のあるものであり、しばしば商業的にリリースされたバージョンでしか知られていない曲の別の見方を提供している。1980年代と1990年代に入手可能になった無許可の海賊版CDは『Borrowed Thyme』『Poems from Alexandra』『Dark the Night』『Wild Mountain Thyme』などのタイトルで、主に放送されていない曲やその他の無名の曲で構成されていたが、このようなコンピレーションは、その後、上述のように放送されていない曲のほとんどが公式のリリースとしてより良い品質で入手できるようになったことで、ほとんど取って代わられた。
さらに興味深いのは「公式」のテープが残っていない演奏の聴衆による録音である。
それらの中にはフェアポート・コンヴェンションの初期のステージ、イングランドのイースト・サセックス州ストリートのプランプトン競馬場で1970年に開かれた第10回全国ジャズ・アンド・ブルース・フェスティバルでのフォザリンゲイの演奏、1971年のリンカン・フォーク・フェスティバルと1972年のエルザム・ウェル・ホール・オープン・シアターでのデニーの「ソロ」公演（リチャード・トンプソンなどの小規模なグループとの共演もあった）、やはり1972年のヨーク大学とニューカッスル・アポン・タインのギルドホールでの公演、1972年初頭のニューヨークのザ・ビター・エンドでのアメリカ公演、『ゴールド・ダスト』として公式リリースされた以外の、1977年のデニーの最後のツアーから数回の公演（バーミンガムとクロイドン）や、1974年から1975年にかけてフェアポート・コンヴェンションに再加入したデニーを前面に出した非常に数多くの録音などがある。これらの大半は、インターネットで検索すれば簡単に見つけることができ、Sugarmegsのようなアーカイブ音楽サーバーからも簡単にダウンロードすることができる（サンディ・デニーのコンサートは「S」で表示されており：SugarMegs Streaming Server、フェアポートやフォザリンゲイのコンサートは「F」と表示されている：SugarMegs Streaming Server）。存在が確認されているこれらの録音の暫定的なリストと、それぞれのアクセス方法の詳細は、こちらを参照のこと。

## 遺産

### 地所と家族
オーストラリアに戻って再婚したのちに、トレヴァー・ルーカスは1989年に心臓発作で死去した。現在、デニーの地所はルーカスの未亡人であるエリザベス・ハート＝ルーカスが管理している。ルーカスのコレクションには多数のデニーの未発表音源が含まれており、その後の『アティック・トラックス』などから死後にリリースされたデニー作品の基礎となっている。
デニーの娘のジョージアは公開のフォーラムで母親について語ることは珍しく、2000年代半ばには『ライブ・アット・ザ・BBC』のライナーノーツを書かないかという誘いを断っている。しかしながら、2006年にオーストラリアからイギリスに渡航し、母親に代わってフェアポート・コンヴェンションの『リージ・アンド・リーフ』に贈られたBBCラジオ2フォーク・アウォードの「史上最も影響力のあるフォーク・アルバム」賞を受賞した。ジョージアは1997年4月29日に双子の娘を出産し、子供たちを称えてサンディ・デニーのかつてのバンド仲間や友人が多数参加したトリビュート・アルバム『Georgia on Our Mind』が編纂された。ジョージアは母親の記憶に捧げられたFacebookのページ「Sandy Denny and Family」の管理者であり、近年ではジョージア・カット名義で自身のDJ系のアルバムをリリースしている。

### トリビュート
デニーの死後、多数のデニーへのトリビュートが音楽と、それ以外で作られた。フェアポート・コンヴェンションのデイヴ・ペッグは、自身の1983年のソロ・アルバム『The Cocktail Cowboy Goes It Alone』にトリビュート曲「Song for Sandy」を録音した。ストローブスのデイヴ・カズンズは、デニーの死後すぐにデニーを偲んで「Ringing Down the Years」を作った。よりデニーの死に特化した楽曲としては、バート・ヤンシュの 「Where Did My Life Go」や、リチャード・トンプソンの「Did She Jump or Was She Pushed?」がある。ブリテッシュ・フォーク仲間のスプリガンズは、レコーディング中にデニーの訃報に接した1978年のアルバムのタイトルを『Magic Lady』へと変更した。1998年にワスレグサの品種がサンディ・デニーにちなんで名付けられた。
デニーの楽曲は、死後何年にもわたって数多くのアーティストにカバーされた。デニーの音楽の特筆すべきカバーにはヨ・ラ・テンゴ、自身のソロ・アルバム『Songs from the Mirror』で「ソロ」をカバーした元マリリオンのフロントマンであるフィッシュ、キャット・パワー、ジュディ・コリンズ、ナンシー・グリフィスおよびニーナ・シモンなどがある。ケイト・ブッシュは「Blow Away (For Bill)」の歌詞の中で、デニーを天国でビルを出迎えるミュージシャンの一人して言及している。同曲はブッシュの1980年のアルバム『魔物語』の3曲目に納められている。1984年、クラン・イーデアはフィル・ライノットをボーカルに迎えて、シングル「A tribute to Sandy Denny」をリリースした。
BBC Radio 2の『The Sandy Denny Story: Who Knows Where the Time Goes』など、いくつものデニーの生涯と音楽についてのラジオ特番が製作された。2007年、デニーの楽曲「時の流れを誰が知る」がBBC Radio 2の2007年フォーク・アウォードで「史上最高のフォーク曲」を受賞した。2010年、デニーはNPRの特別シリーズ50 Great Voicesに選出された。
2008年4月、ロンドンのトルバドールで、デニーの死後30年を記念してトリビュートコンサートがもよおされた。このコンサートにはマーティン・カーシー、リンダ・トンプソン (歌手)、ジョー・ボイドなどが参加した。
その翌年の12月に、ベロウヘッドのメンバーで構成されるバンドとともに「The Lady: A Tribute to Sandy Denny」と題した、より大規模なトリビュートがサウスバンク・センターのクイーン・エリザベス・ホールで開催され、ジム・モレイやリサ・ナップなどの若いフォークアーティストが、デイヴ・スウォーブリックやジェリー・ドナヒューなどのデニーと一緒に働いていたミュージシャンとともに参加した。これらの公演にはフォークジャンル以外からもP.P.アーノルドやマーク・アーモンドなどが参加した。主としてデニーによって作られた曲をフィーチャーしたこのコンサートは、ザ・ガーディアン紙のレビューで星4つを受けた。2012年5月にサウスバンク・コンサートは「The Lady: A Homage to Sandy Denny」と題されて、8回公演の全英ツアーに拡大された。このツアーは、フェアポート・コンヴェンション、フォザリンゲイ、ソロ活動およびティア・ギルモアがアルバム『Don't Stop Singing』で完成させた曲の総合的なソングブックの展示となっていた。
バンドは再びベロウヘッドのメンバーで構成されていた。その他には上述のティア・ギルモアをはじめ、トレンブリング・ベルズのラヴィニア・ブラックウォール、ブレア・ダンロップとサム・カーターなどの新進気鋭のフォーク・アーティストや、マディ・プライヤー、デイヴ・スウォーブリックおよびジェリー・ドナヒューといった著名なフォーク・スターが出演していた。さらにグリーン・ガートサイト、ジョーン・ワッサー（ジョーン・アズ・ポリス・ウーマンとして知られる）やP.P.アーノルドといった、普段はフォーク・シーンに関わらない出演者も参加していた。このツアーは好評を博し、タイムズ紙では星4つのレビューを獲得した。バービカンでのロンドン公演はBBC4向けに録画され、『The Songs of Sandy Denny』と題された90分の番組として、2012年11月に放送された。
2012年のアイルランド映画『Silence』（ハーベスト映画およびサウス・ウィンド・ブロウズ）では「時の流れを誰が知る」が劇中とエンドクレジットで使用されている。
2016年4月にデニーはBBC2フォーク・アウォードの殿堂入りを果たした。
アレラ・ダイアンは2018年2月にリリースされたアルバム『Cusp』でトリビュート曲「Song for Sandy」を録音した。この曲ではデニーの悲劇的な最後の日々と、孤児になった赤ん坊だった娘が反映されている。

### 音源の喪失
2019年6月25日、『ニューヨーク・タイムズ・マガジン』はユニバーサルスタジオ火災で失われた数百のアーティストの中にサンディ・デニーを記載した。

## 受賞
1971年と1972年にイギリスの音楽雑誌『メロディ・メイカー』で最優秀女性歌手に選出されている。

## ディスコグラフィ

### スタジオ・アルバム
- 『海と私のねじれたキャンドル』 - The North Star Grassman and the Ravens (1971年)
- 『サンディ』 - Sandy (1972年)
- 『オールド・ファッションド・ワルツ』 - Like an Old Fashioned Waltz (1974年)
- 『ランデヴー』 - Rendezvous (1977年)

### ライブ・アルバム
- The BBC Sessions 1971–1973 (1997年)
- 『ゴールド・ダスト〜ザ・ファイナル・コンサート 1977』 - Gold Dust - Live At The Royalty (1998年) ※1977年、最終ツアーからのライブ録音
- Live at the BBC (2007年)

### コンピレーション・アルバム
- 『イッツ・サンディ・デニー』 - It's Sandy Denny (1970年) ※『オリジナル・サンディ・デニー』としても再発あり
- 『サンディ・デニー・ボックス』 - Who Knows Where the Time Goes? (1985年)
- The Best of Sandy Denny (1987年)
- The Attic Tracks 1972-1984 (1995年)
- Listen Listen - An Introduction to Sandy Denny (1999年)
- 『サンディ・デニー・アンソロジー』 - No More Sad Refrains: The Anthology (2000年)
- The Best of Sandy (2002年)
- The Collection (2004年)
- 『ボックスフル・オブ・トレジャーズ』 - A Boxful of Treasures (2004年)
- Where The Time Goes - Sandy '67 (2005年)
- The Best of the BBC Recordings (2008年)
- The Music Weaver: Sandy Denny Remembered (2008年)
- Sandy Denny (2010年)
- 『19 ルーパート・ストリート』 - 19 Rupert Street (2011年) ※1967年デモ音源
- The Notes and the Words: A Collection of Demos and Rarities (2012年)
- I've Always Kept a Unicorn (2016年)

### コラボレーション・アルバム
- Alex Campbell and His Friends (1970年) ※with アレックス・キャンベル
- Sandy and Johnny (1970年) ※with Johnny Silvo
- Don't Stop Singing (2011年) ※with ティア・ギルモア

### ストローブス
- 『オール・アワ・オウン・ワーク』 - All Our Own Work (1973年) ※1967年録音
- 『サンディ&ストローブス』 - Sandy Denny and the Strawbs (1991年) ※上記再発盤

### フェアポート・コンヴェンション
- 『ホワット・ウィー・ディド・オン・アワ・ホリデイズ』 - What We Did on Our Holidays (1969年)
- 『アンハーフブリッキング』 - Unhalfbricking (1969年)
- 『リージ・アンド・リーフ』 - Liege & Lief (1969年)
- 『ライヴ』 - Fairport Live Convention (1974年)
- 『ライジング・フォー・ザ・ムーン』 - Rising for the Moon (1975年)
- 『ヘイデイ』 - Heyday (1987年) ※1968年 - 1969年のBBCセッション音源
- Before the Moon (2002年) ※1974年5月、アメリカ・コロラド州デンヴァーで行なわれた2日間のライブを収録
- Many Ears To Please: Live in Oslo 1975 (2006年) ※1975年2月5日、オスロでのライブを収録
- Who Knows? 1975 (2007年) ※1975年10月31日、ブルネル大学で行なわれたライブを収録

### フォザリンゲイ
- 『フォザリンゲイ』 - Fotheringay (1970年)
- 『2』 - Fotheringay 2 (2008年)
- Fotheringay Essen 1970 (2011年) ※ライブ
- Nothing More: The Collected Fotheringay (2015年) ※コンピレーション

### ザ・バンチ
- 『ロック・オン』 - Rock On (1972年)

### 参加アルバム
- The Young Tradition : Galleries (1968年)
- ステファン・グロスマン : The Ragtime Cowboy Jew (1970年)
- イアン・マシューズ : 『愛のいのり』 - If You Saw Thro' My Eyes (1971年)
- レッド・ツェッペリン : 『レッド・ツェッペリン IV』 - Led Zeppelin IV (1971年) ※「限りなき戦い (The Battle of Evermore)」に参加
- マーク・エリントン : 『レインズ・オブ・チェンジズ』 - Rains / Reins Of Change (1971年) ※「Alligator Man」に参加
- ロンドン交響楽団 : 『トミー』 - Tommy（1972年）※ロンドン交響楽団とイギリス室内合唱団によるザ・フーの『トミー』のオーケストラ版に看護婦役で客演して「イッツ・ア・ボーイ」を独唱
- オリジナル・サウンドトラック : Swedish Fly Girls (1972年) ※マンフレッド・マンが担当した映画のサウンドトラックでボーカルを担当
- オリジナル・サウンドトラック : "Pass Of Arms" (1972年) ※シングル
- リチャード・トンプソン : 『ヘンリー・ザ・ヒューマン・フライ』 - Henry The Human Fly! (1972年)
- Maggi : Clockworking Cosmic Spirits (1973年)
- Brian Maxine : Ribbon Of Stainless Steel (1974年)

## 関連資料
- Mick Houghton. I've Always Kept a Unicorn – The Biography of Sandy Denny. Faber & Faber, 2015; ISBN 0571278914
- Clinton Heylin. No More Sad Refrains – The Life and Times of Sandy Denny. London: Helter Skelter, 2002; ISBN 1-900924-35-8
- Clinton Heylin. Gypsy Love Songs & Sad Refrains – The Recordings of Richard Thompson and Sandy Denny. Labour of Love Productions, 1989.
- Colin Larkin. The Guinness Who's Who of Folk Music. Guinness Publishing Ltd; ISBN 0-85112-741-X
- Jim Irvin. Angel of Avalon. MOJO Magazine, August 1998.
- Colin Harper, Trevor Hodgett. Irish Folk, Traditional & Blues: A Secret History. Cherry Red, 2005; ISBN 1-901447-40-5
- Pamela Murray Winters. No Thought of Leaving: A life of Sandy Denny. 2000. (Unpublished).
- Brian Hinton, Geoff Wall. Ashley Hutchings: The Guv'nor & the Rise of Folk Rock. London: Helter Skelter, 2002; ISBN 1-900924-32-3
- Patrick Humphries. Meet On The Ledge: The Classic Years 1967–1975. Virgin Books, 1997; ISBN 0-7535-0153-8
- Patrick Humphries. Richard Thompson: Strange Affair – The Biography. Virgin Books, 1996; ISBN 0-86369-993-6
- Philip Ward, "Sandy Denny: A Thirtieth Anniversary", R2 (Rock'n'Reel) 2(9), May/June 2008.
- Philip Ward, Sandy Denny: Reflections on Her Music. Matador, 2011; ISBN 978-1-78088-020-4